# Rue Damrémont (Paris)
Pour l’article homonyme, voir Rue Damrémont.
La rue Damrémont est une rue du 18e arrondissement de Paris.

## Situation et accès
Longue de 1 130 mètres et large de 14 mètres, elle commence au 18, rue Joseph-de-Maistre et se termine au 90, rue Belliard. Elle traverse les rues Lamarck, Marcadet et Ordener.
Le quartier est desservi par la ligne 12 à la station Lamarck - Caulaincourt.

## Origine du nom

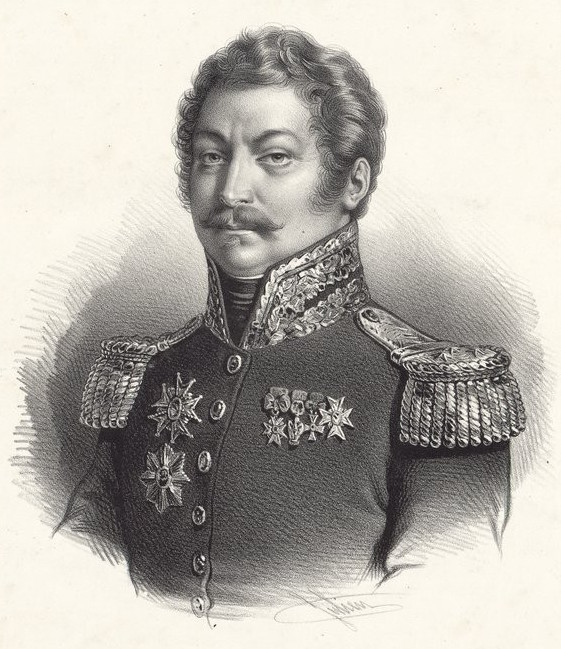
Le comte de Damrémont.

La rue porte le nom du comte Charles Marie Denys de Damrémont (1783-1837), lieutenant-général, tué au siège de Constantine.

## Historique
Cette voie, entre les rues Marcadet et du Poteau, faisait partie de l'ancienne commune de Montmartre et a été rattachée à la voirie de Paris en 1863. Elle est prolongée en 1867, entre les rues Joseph-de-Maistre et Marcadet sous son nom actuel.
En 1902, un article de presse rapporte la visite incognito du ministre de l’Instruction publique « dans le quartier le plus populeux de Paris ». Le ministre fait distribuer aux élèves du groupe scolaire de la rue Damrémont 600 galettes et 600 oranges. « Le groupe scolaire accueille 1200 enfants, dont 500 prennent à la cantine un déjeuner ainsi composé : une soupe, 30 grammes de viande et un légume, le tout distribué au prix de 15 centimes pour les enfants (et ils sont peu nombreux) auxquels la gratuité de la nourriture n’est pas accordée. »
Le 23 avril 1925, au cours d'une réunion politique encadrée par les Jeunesses patriotes, mouvement d'extrême droite, de violents incidents éclatent entre ces militants et des communistes, rue Damrémont. Ces combats de rue font quatre morts dans les rangs des Jeunesses patriotes.

## Bâtiments remarquables et lieux de mémoire

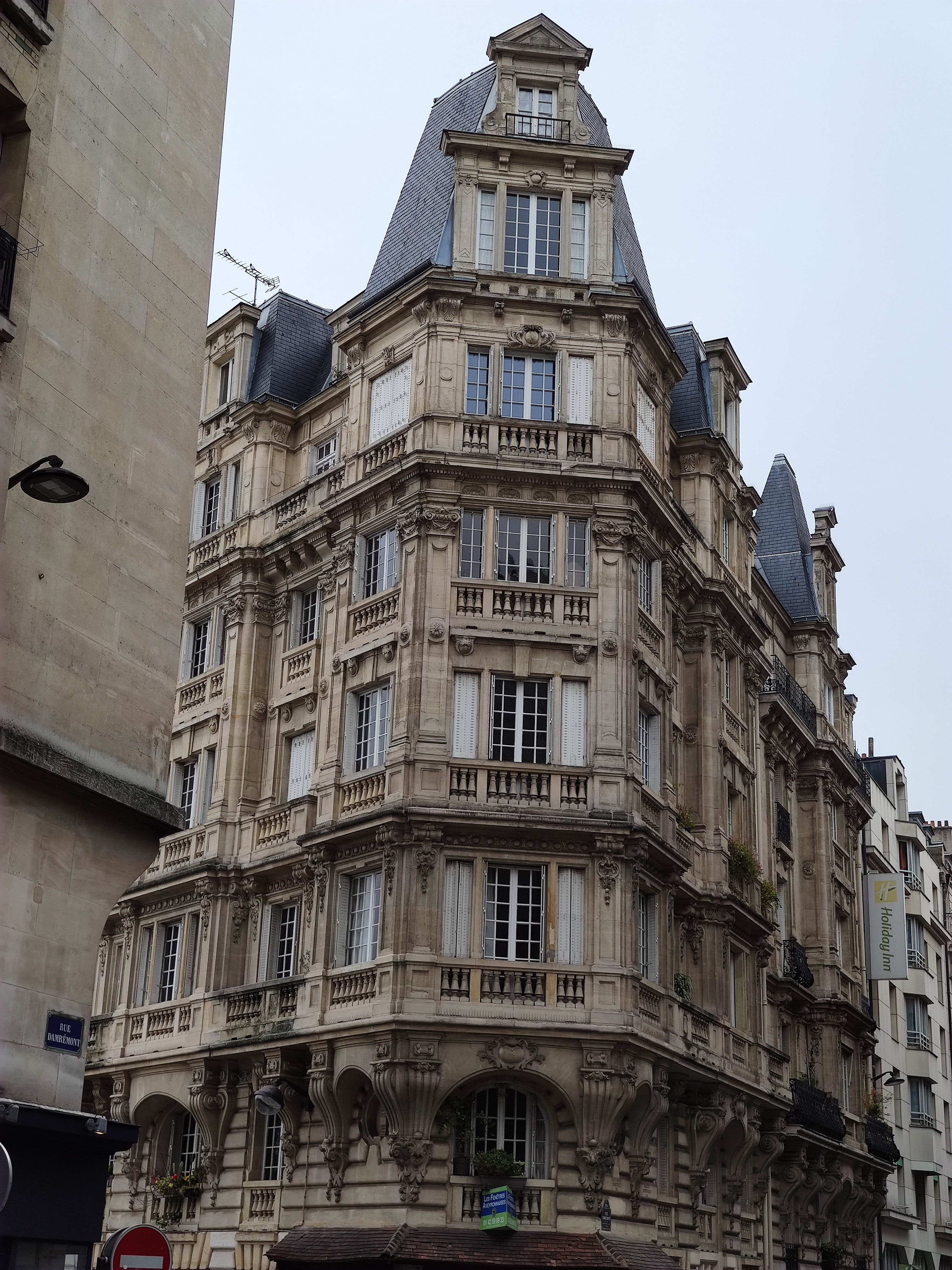
No 19.

- No 15 : en 1923, une violente explosion due au gaz a lieu au premier étage de cet immeuble, provoquant d’importants dégâts ; tous les appartements sont endommagés, de même que, au rez-de-chaussée, trois boutiques sur quatre[4].
- No 17 : immeuble construit en 1903-1904 par les architectes Henri Sauvage et Charles Sarazin. Première œuvre commune des deux architectes. Ouvrage mélangeant le béton armé, la maçonnerie traditionnelle et le métal[5].
- Nos 19 et 21 (angle rue Steinlen) : immeubles construits par l’architecte H. Letourneur en 1900, signés en façade[6],[7].
- No 43 bis : dans le couloir desservant autrefois les Bains Damrémont, l'architecte a fait placer des tableaux de faïence présentant des jeux d'enfants de la butte Montmartre et de son « maquis » ; certains de ces panneaux s'inspirent des cartons du peintre Francisque Poulbot. Les panneaux sont datés de 1910 et sont inscrits aux monuments historiques par l'arrêté du 31 août 1988[8].

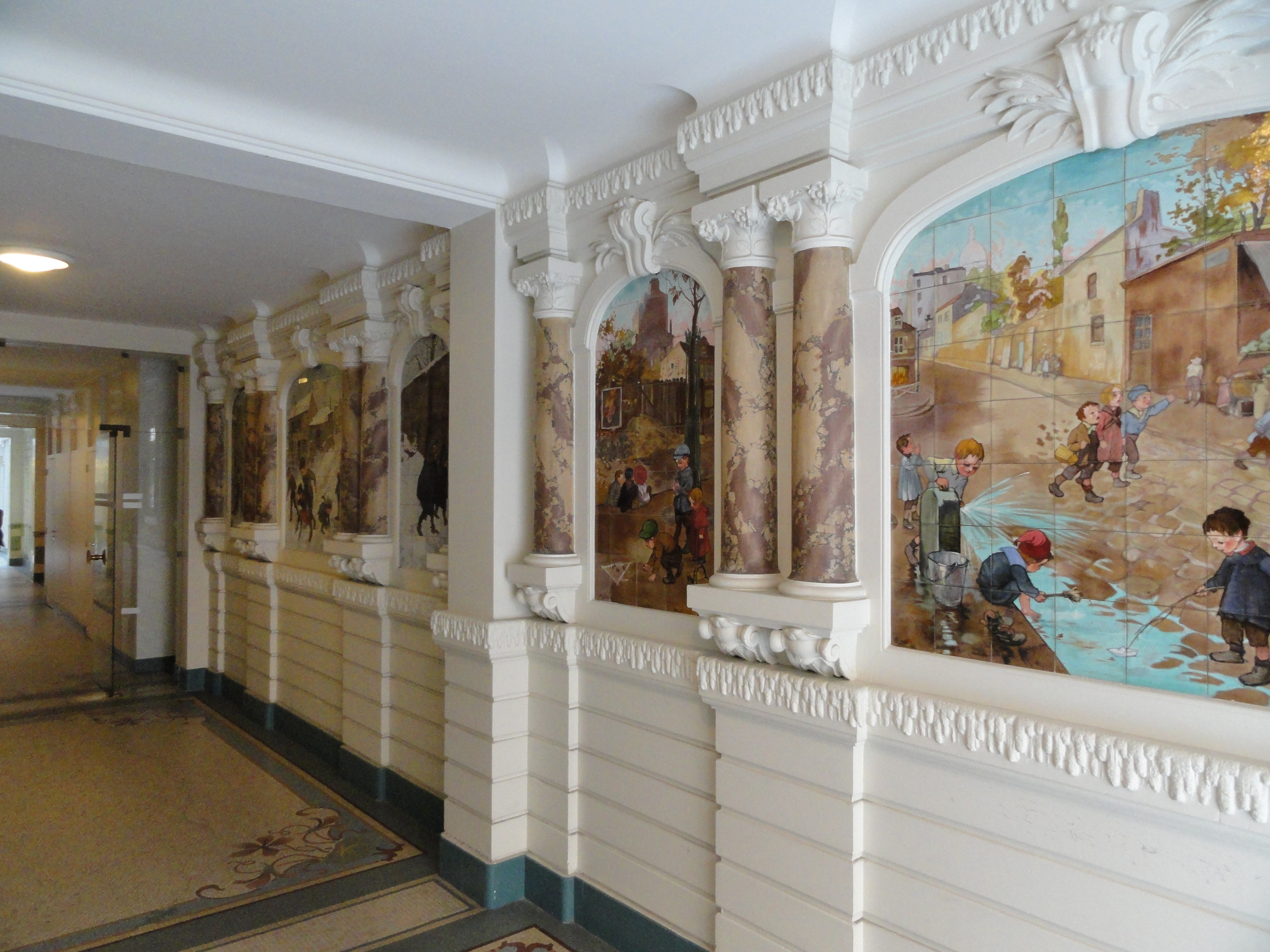
Aperçu du hall de l'immeuble avec les céramiques de Poulbot.
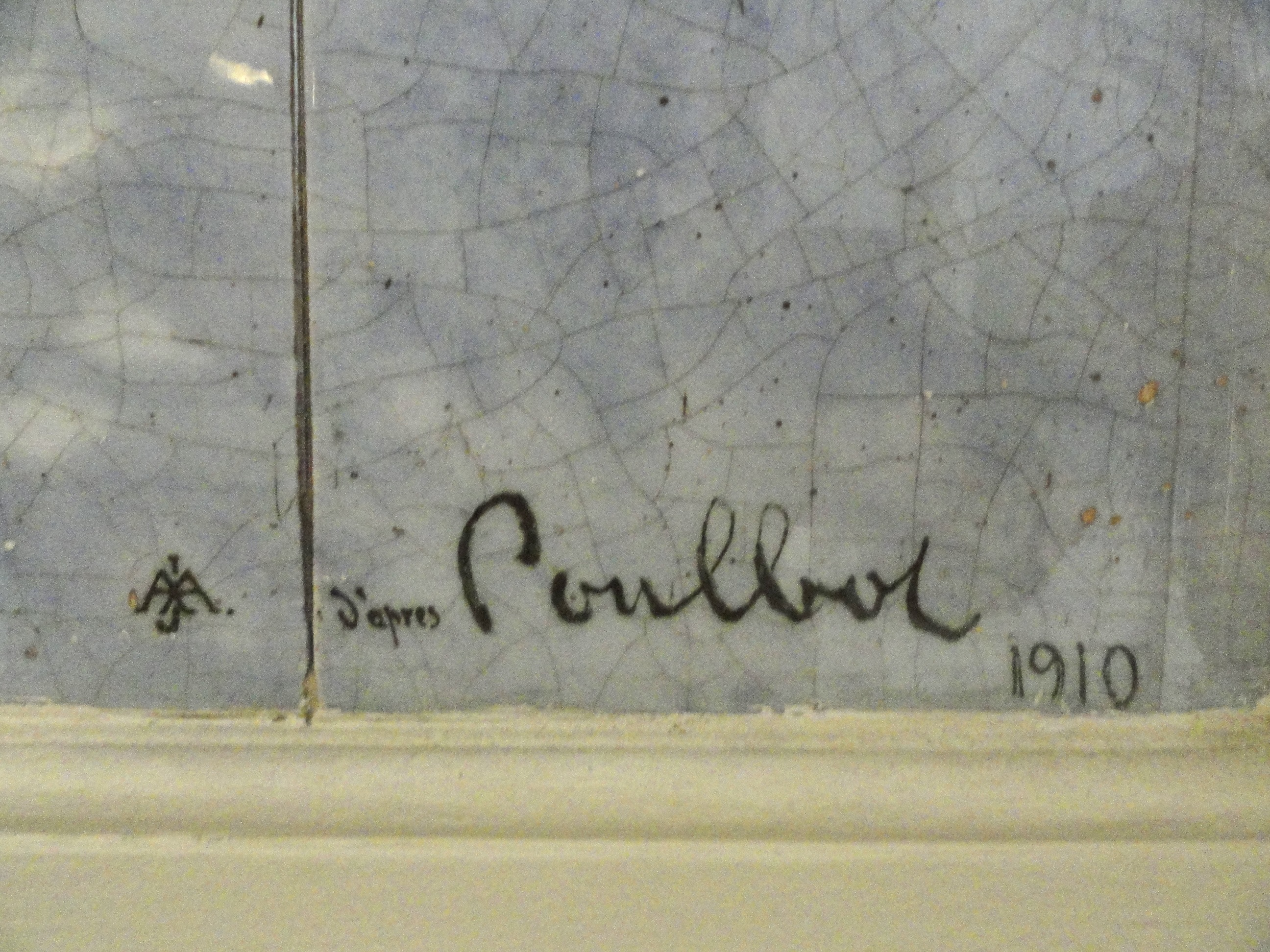
Signature de Poulbot avec la date du tableau.
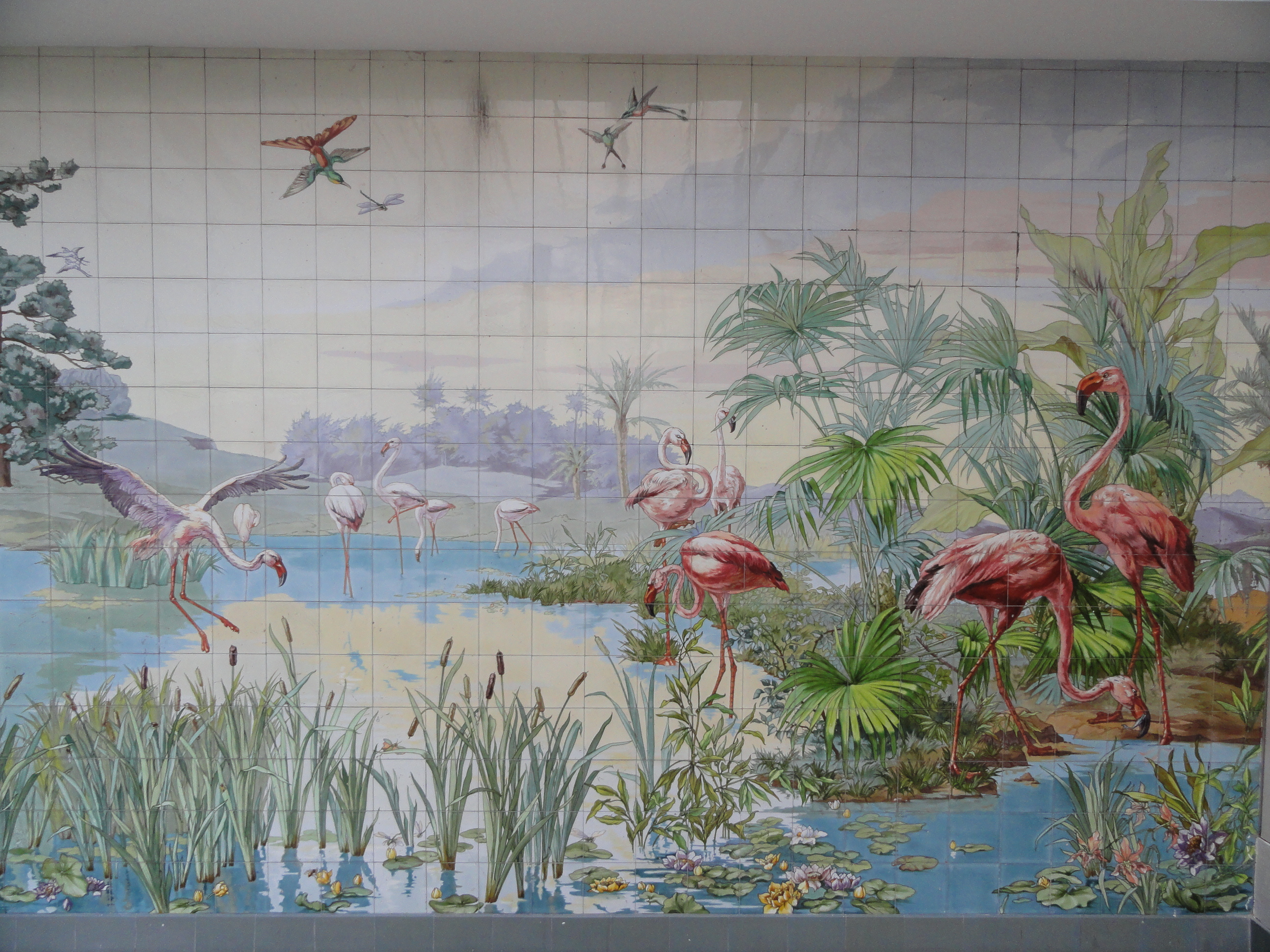
Tableau céramique représentant un étang avec des flamants roses.
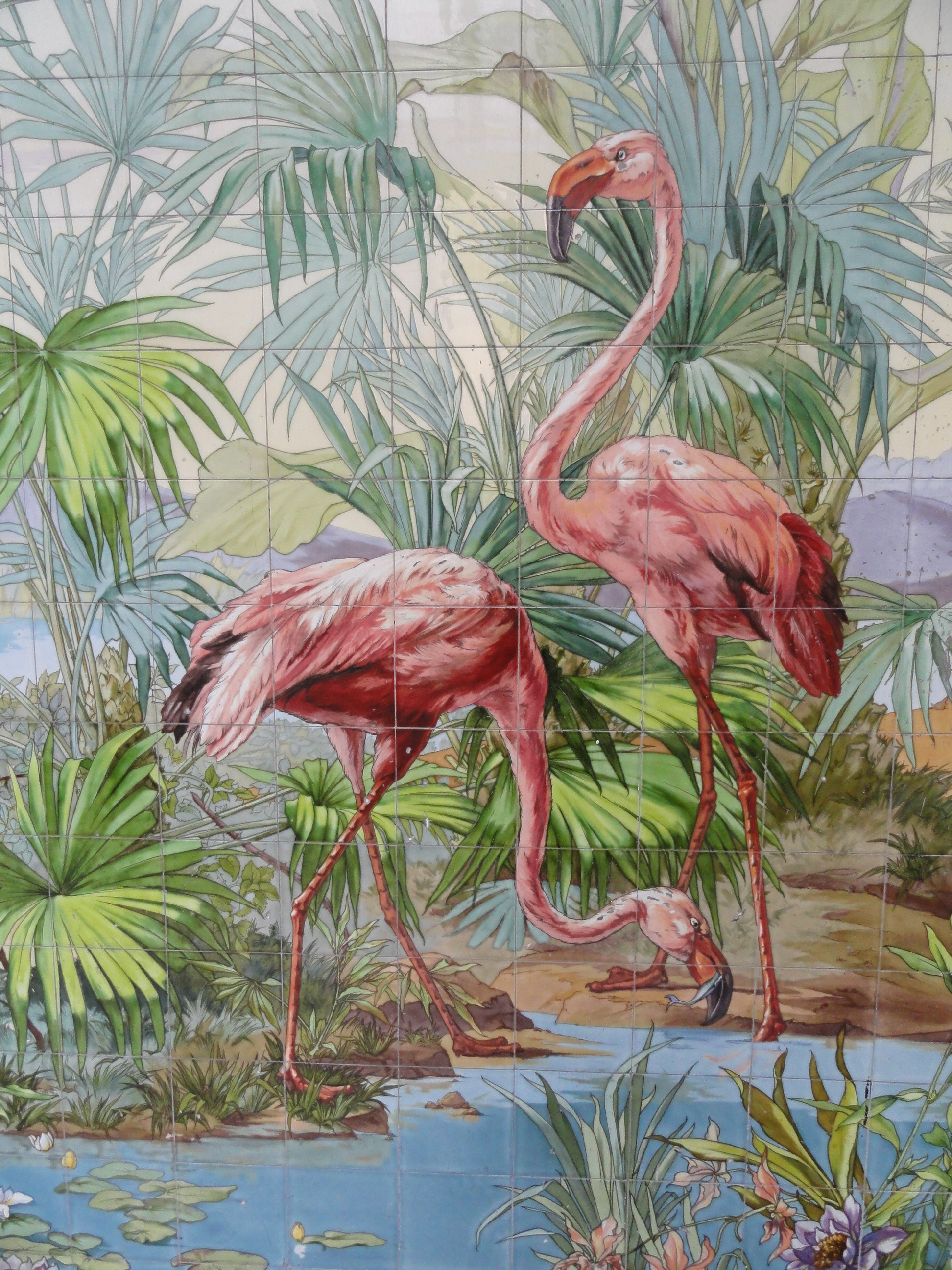
Détail montrant les flamants roses.

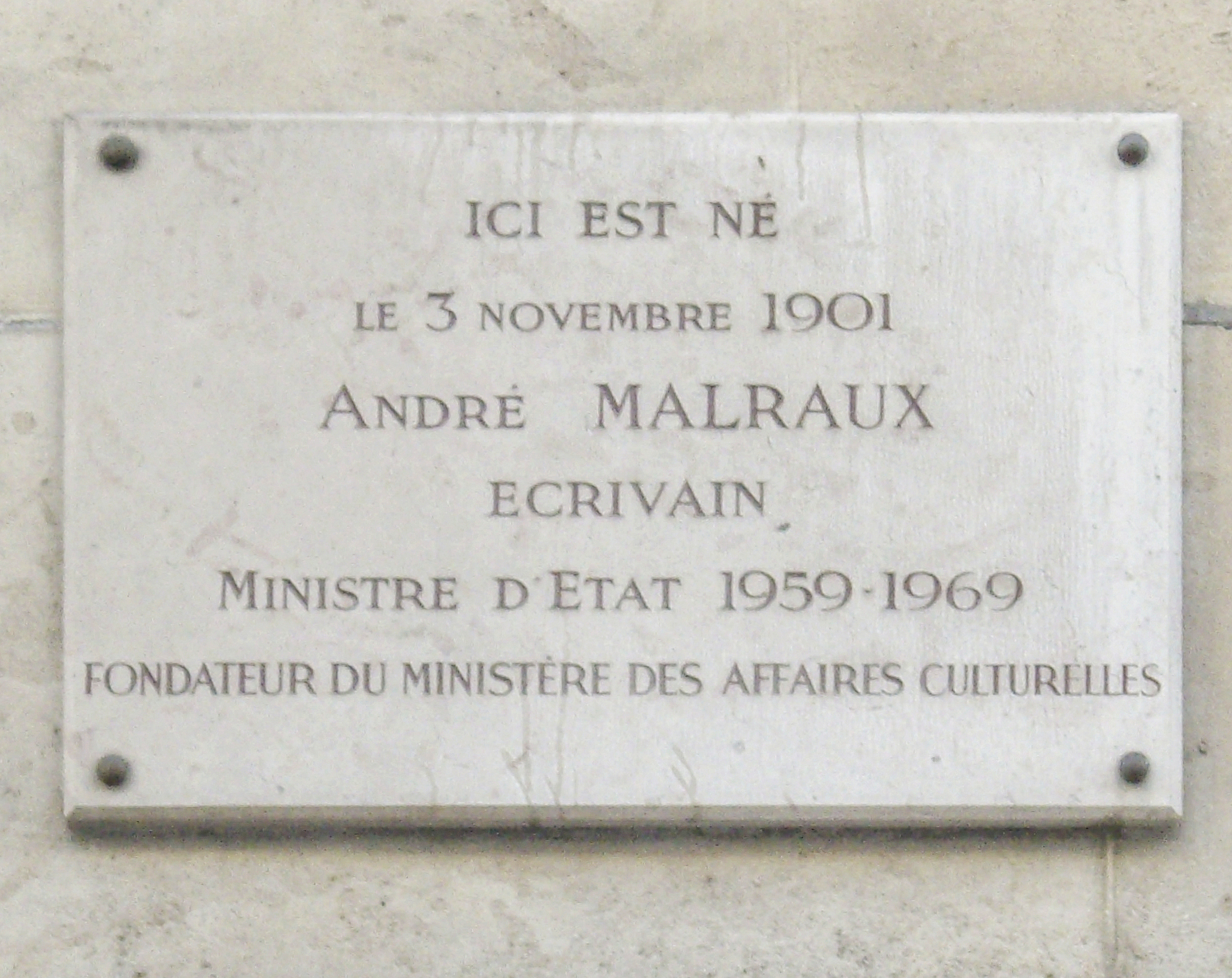
Plaque apposée sur la façade du no 53.

- No 53 : André Malraux naquit en 1901 et vécut dans cet immeuble jusqu'en 1903[9], comme le signale une plaque en façade.
- No 61 : le couple d'artistes peintres Bernard Lorjou et Yvonne Mottet y vécut.
- No 65 et no 67 : école élémentaire Damrémont.
- No 72 : Henri Vergé-Sarrat, artiste peintre, y résida.